# 東京山喜
東京山喜株式会社（TOKYOYAMAKI CO.,Ltd.）は、かつてリユース着物、新品着物の販売を行っていた企業。

## 概要
リユース着物を手掛ける企業では大手であり、全国各地に「たんす屋」のブランドで店舗を展開していた。
1924年に京都市で創業し、1961年に法人へ改組。当初は自社内にデザイン室、専属の染色工場を有していたが、後に当該事業からは撤退し、着物の小売専門にシフトした。
1999年にリユース着物着物を取り扱う「たんす屋」の展開を開始。2020年1月時点では「たんす屋」は直営店36店・FC店64店、「たんす屋 mini」12店の計112店を展開し、2014年にハードオフコーポレーションが出資したことや、積極的な催事の開催、インバウンド効果もあって2017年5月期は39億1744万円の売上があった。2018年にはBuySell Technologiesと業務提携した。
しかし、催事販売の低迷や同業者との競争激化から、2019年5月期の売上が38億6022万円までに落ち込み、2期連続の赤字を計上。さらに、原価上昇、役員退職金、店舗閉鎖費用などで財務状況が悪化。東京山喜は所有不動産の売却や金融機関に対してリスケジュールを要請したり、支援スポンサーを見つけた上で再建を図るとしていたが、2020年に発生した新型コロナウイルスによる臨時休業や営業時間短縮によって売上が低下。支援スポンサー候補との交渉も不調に終わった。このため、東京山喜は2020年4月20日に東京地方裁判所へ民事再生法適用を申請。同年5月11日に民事再生手続開始決定を受けた。
ヤマノホールディングスは2020年4月24日に、民事再生スポンサーに関する基本合意書を締結。ヤマノホールディングスへの事業譲渡を軸とした再生スキームの協議に入るとしていたが、「まるやま」や「京彩」などの着物販売店を手掛ける紅輪がヤマノホールディングスより上回る金額を提示したことから、ヤマノホールディングスは同年6月30日をもって交渉を打ち切った。まるやま・京彩グループの子会社である紅輪は同年7月2日に、民事再生スポンサーに関する基本合意書を締結。まるやま・京彩グループへの事業譲渡を軸とした再生スキームの協議に入っていたが、東京山喜は同年8月19日に、まるやま・京彩グループが同年7月22日に設立したたんす屋株式会社へ事業譲渡を行う契約を締結。東京山喜が手掛けていたリユース着物の販売・買取事業、一部店舗、公式サイトは、同年9月1日付でたんす屋株式会社へ譲渡された。東京山喜は民事再生手続を継続していたが、2021年12月20日に法人格が消滅した。

## 沿革
- 1924年2月4日 - 京都市にて呉服卸商を創業。
- 1961年12月18日 - 法人へ改組。本社を東京都中央区日本橋に置く。
- 1980年 - 東京都中央区日本橋人形町に新社屋が完成。
- 1999年 - 「たんす屋」1号店を千葉県船橋市に開業。
- 2008年 - 本社を東京都墨田区へ移転。
- 2014年 - 本社を東京都江戸川区へ移転。
- 2020年
  - 3月24日 - 山喜ビル株式会社を吸収合併[13]。
  - 4月20日 - 東京地方裁判所へ民事再生法適用を申請。
  - 4月24日 - ヤマノホールディングスとの間で民事再生スポンサーに関する基本合意書を締結。
  - 5月11日 - 東京地方裁判所から民事再生手続開始決定を受ける。
  - 7月2日 - 紅輪との間で民事再生スポンサーに関する基本合意書を締結。
  - 8月19日 - まるやま・京彩グループが設立したたんす屋株式会社へ事業譲渡を行う契約を締結。
  - 9月1日 - リユース着物の販売・買取事業をたんす屋株式会社へ事業譲渡したと同時に事業停止。東京山喜は民事再生手続を継続。
- 2021年12月20日 - 法人格消滅。

## 店舗
営業していた店舗の内、43店舗はたんす屋へ譲渡された。民事再生手続開始以降に閉店した店舗もあった。また、2020年4月19日以前に買取を依頼し、未払いである買取代金は、保全管理命令に伴う弁済禁止により顧客に支払うことが不可能であるため、再生債権として後に顧客へ支払れることになる。